# Alecsandru Știucă
Alecsandru Știucă (n. 24 iulie 1946, Săveni, România) este un fost politician român, fost membru al Parlamentului României.
În prezent, activează în cadrul Colegiului Național Mihai Viteazul din Slobozia ca profesor de limba și literatura română.

## Biografie
Incursiunea culturală a lui Alecsandru Știucă a început încă din fragedă copilărie, când nu rata niciun moment de „teatru radiofonic, la boxe primitive, lovite din când în când.“ Fosta învățătoare, Răitu Ioana, i-a îndrumat pașii către biblioteca din localitate, acolo unde se ducea cât de des avea ocazia, „pe principiul unde mai fugim de acasă.“
A ales Filologia. A urmat gimnaziul în localitatea natală, iar liceul la Fetești, în coordonate cu totul diferite față de cele din prezent. „Profesorii erau foarte exigenți și, pentru că era o vreme austeră atât social, cât și școlar, cei care aveau rezultate bune la școală devenau persoane importante în mijlocul comunității“, rememorează profesorul. 
După facultate, a predat la Târgoviște și, după trei ani, s-a întors în Săveniul natal. De aici, a făcut pasul la conducerea liceului din Țăndărei. În 1985, profersorul Știucă a ajuns la Slobozia, unde, după o scurtă aventură la Inspectoratul Școlar, a preluat frâiele Liceului de Construcții. Impresionat de reformele în economie aduse de domnitorul Alexandru Ioan Cuza, Alecsandru Știucă a fost cel care a decis ca unitatea de învățământ să poarte numele fostului mare domnitor. 
De la Cuza, a făcut pasul către Colegiul Național Mihai Viteazul, unde mai predă și acum.

## Opinie despre ateism
În decembrie 2017, afirmă ca ateii sunt oameni răi datorită lipsei unei surse divine a moralității.

## Activitate politică
- 1995 - membru Partidul Socialist;
- din 1996 - membru PDSR/PSD.[1]

## Activitate profesională
- 2001 - 2004 - subprefect și prefect - Prefectura Județului Ialomița;
- 1997 - 2000 - profesor Colegiul Național "Mihai Viteazul" Slobozia;
- 1996 - inspector școlar general I.S.J.IL.;
- 1989 - 1996 - director Liceul Economic "A.I Cuza";
- 1986 - 1989 - vicepreședinte C.J.C. Ialomița (Consiliul Județean de Cultură);
- 1985 - 1986 - inspector - Inspectoratul Școlar județean Ialomița;
- 1973 - 1985 - director - Liceul Teoretic Țăndărei;
- 1967 - 1973 - profesor - director - Școala Generală Săveni.[1]

## Studii și specializări
- 2006-2007 - Institutul Diplomatic Român - Specializare în practica relațiilor internaționale și studii euro-atlantice.
- 2003 - 2004 - Institutul Național de Administrație - specializarea "Managementul Afacerilor Europene";
- 2003 - doctorand Filologie - Institutul de Istorie și Teorie Literară "George Călinescu" al Academiei Române;
- 1965 - 1970 - Facultatea de Limba și Literatura Română - Universitatea București;
- 1960 - 1964 - Liceul Teoretic Fetești, jud. Ialomița;
- 1953 - 1960 - Școala Generală Săveni.[1]

## Distincții
- "Profesor evidențiat";
- Distincția "Meritul pentru Învățământ" în grad de Ofițer, conferită de Președintele României, Ion Iliescu, prin Decretul nr.1097/2004.